# Monasterio Rabban Hormizd
Monasterio Rabban Hormizd es un importante monasterio de la Iglesia católica caldea, fundado alrededor del 640, excavado en las montañas a unas 2 millas de Alqosh, Irak, 28 millas al norte de Mosul. Fue la residencia oficial de los patriarcas de la línea de Eliya de la Iglesia del Oriente desde 1551 hasta el siglo XVIII, y después de la unión con Roma a principios del siglo XIX, se convirtió en un prominente monasterio de la Iglesia católica caldea, dando origen a la Orden Antoniana de San Ormisda de los Caldeos.
El monasterio lleva el nombre de Rabban Hormizd ( rabban es monje en idioma siríaco) que lo fundó en el siglo VII.

## Historia del monasterio
Debido a la fama de Rabban Hormizd, el monasterio que fundó se volvió extremadamente importante para la Iglesia del Este. Floreció hasta el siglo X. Antes de finales del siglo XV, el monasterio Rabban Hormizd sirvió como sitio de entierro patriarcal. Yohannan Sulaqa fue monje del monasterio Rabban Hormizd antes de su viaje a Roma para convertirse en el primer patriarca de la Iglesia católica caldea.
Entre 1551 y el siglo XVIII, el monasterio se convirtió en la residencia oficial de los patriarcas de la línea Eliya de la Iglesia del Este, que era la sede patriarcal más antigua y más grande de esta iglesia, la única línea patriarcal existente antes de la División de 1553 de Sulaqa. Nueve tumbas patriarcales, de 1497 a 1804, todavía se encuentran en el corredor que conduce a la celda del fundador Rabban Hormizd. Alrededor de 1743, el monasterio quedó abandonado debido a la peste y a los ataques de los kurdos, al comienzo de la Guerra otomano-persa (1743-1746).
En 1808, el asirio Gabriel Dambo (1775-1832) revivió el monasterio abandonado, lo reconstruyó, reunió a varios alumnos que prometieron pobreza y celibato, e instaló allí un seminario. Al principio, esta iniciativa fue rechazada por Juan VIII Hormezd — después patriarca de Babilonia de los caldeos—, luego por el arzobispo de Mosul, incluso contando con el apoyo del administrador patriarcal Augustine Hindi. El patriarca José VI Audo, antes de ser nombrado obispo de Mosul, había sido monje del monasterio Rabban Hormizd. Gabriel Dambo fue asesinado en 1832 por los soldados de Mohammed Pasha, el emir kurdo de Rawandouz. En 1838, los kurdos de Soran atacaron el monasterio de Rabban Hormizd y la ciudad de Alqosh y murieron cientos de asirios, y en 1843 los kurdos comenzaron a recolectar la mayor cantidad de dinero posible de las aldeas cristianas, matando los que se negaban: más de diez mil cristianos fueron asesinados y los iconos del monasterio Rabban Hormizd fueron maltrechos.
La biblioteca del convento de Rabban Hormizd era rica en manuscritos siríacos. En 1828, muchos de estos manuscritos fueron saqueados y disueltos por Moussa Pasha, quien había imitado al emir de Rawandouz para rebelarse contra los turcos. En 1868, 147 volúmenes, manuscritos y grabados, sufrieron el mismo tratamiento por parte de Ismael Pasha, el sucesor de Moussa Pasha. Los monjes siguieron comprando y copiando manuscritos, formando así, a pesar de todos estos acontecimientos, una importante biblioteca.

## Descripción del monasterio en 1890

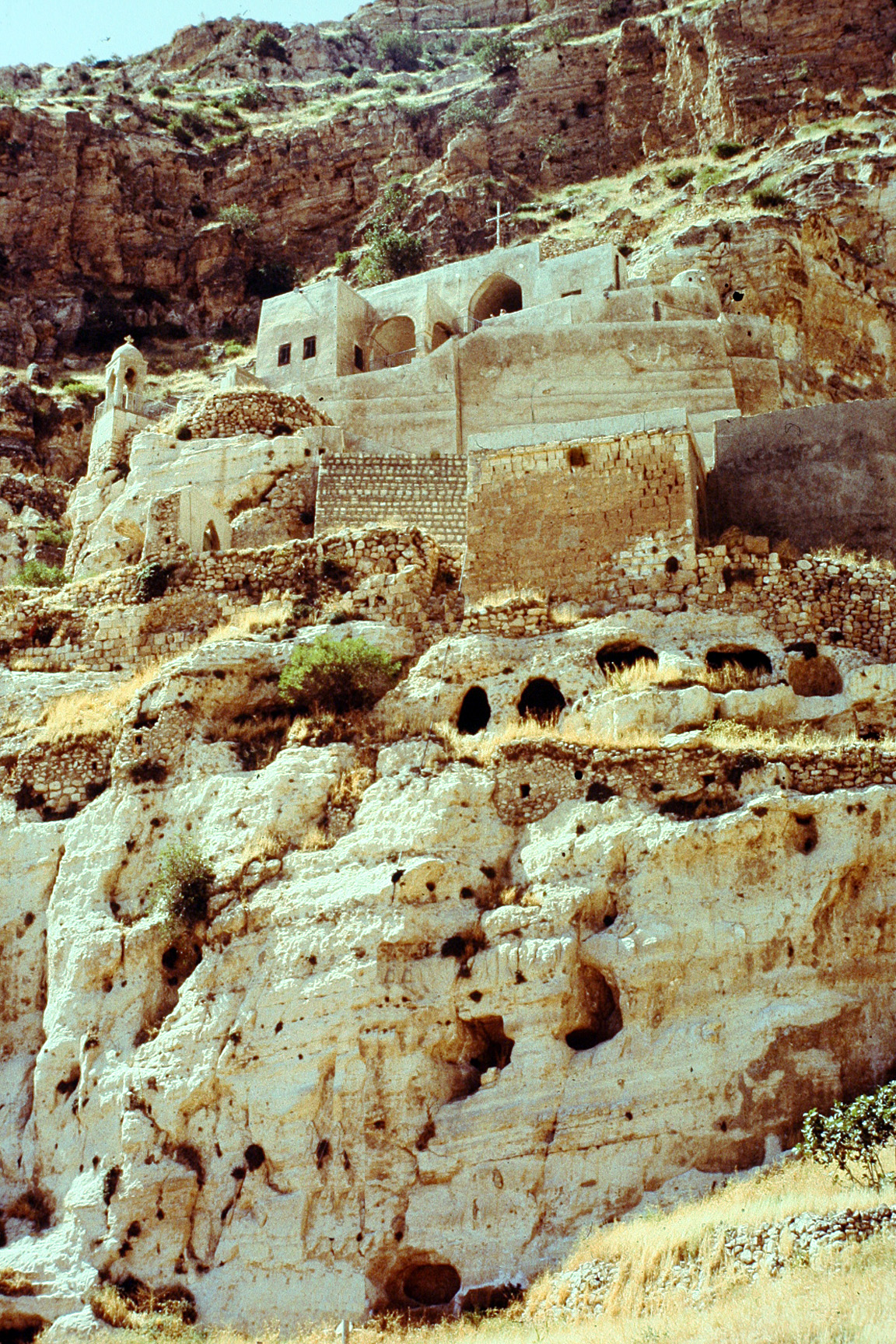
Vista del monasterio en 2010.

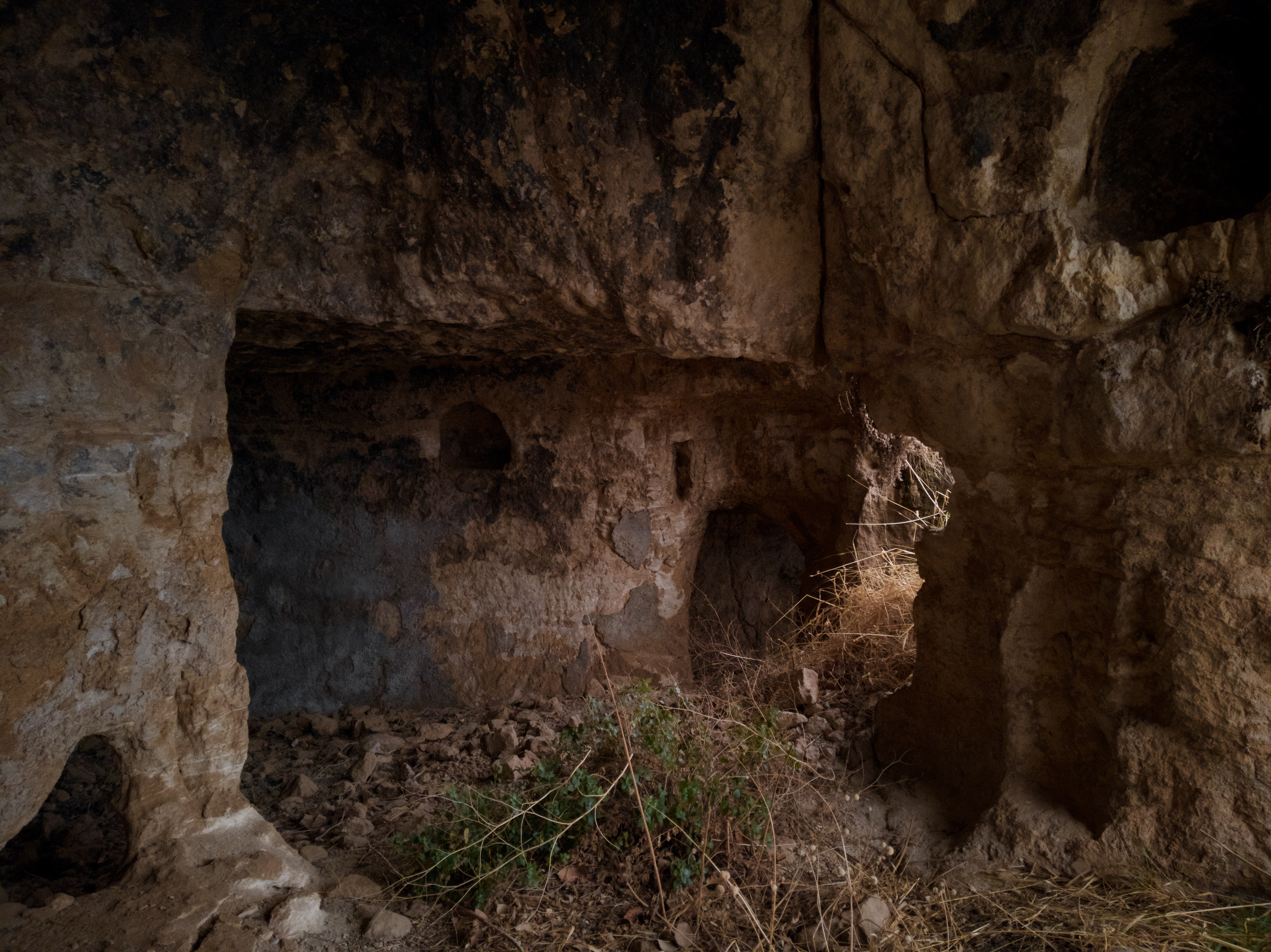
Cuevas en la roca del monasterio Rabban Hrmizd.

Ernest Wallis Budge egiptólogo orientalista y filólogo, visitó el monasterio de Rabban Hormizd en 1890, describió el monasterio con estas palabras::

El Monasterio Rabban Hormizd se construye a mitad de camino sobre la cordillera de las montañas que rodea la llanura de Mosul en el norte, y se alza en una especie de anfiteatro, al que se accede por un camino rocoso que conduce a través de un estrecho desfiladero; Este camino ha sido pavimentado por generaciones de monjes. La iglesia es de piedra y es de un color rojo oscuro; está construida sobre una enorme roca. En las colinas alrededor de la iglesia y los edificios del monasterio hay hileras de cuevas excavadas en la roca sólida, en la que vivían y morían los ascetas de las generaciones anteriores.
 No tienen puertas ni protección contra las inclemencias del tiempo, y el frío que golpean al visitante da una idea de lo que aquellos que vivían en ellas deben haber sufrido las heladas del invierno y la lluvia a la deriva. Algunos de ellos tienen nichos en los costados o en la espalda en los que probablemente dormían los monjes, pero muchos carecen incluso de estos medios de comodidad. Las celdas están separadas una de la otra, y son abordadas por estrechas terrazas, pero algunas de ellas están ubicadas en lugares casi inaccesibles, y, a menos que existieran otros medios de entrada en los días anteriores, únicamente los monjes se pudieron acercar desde la cresta de la montaña y se balancean en ellos.
 No vi marcas de fuego en ninguna de las celdas. Algunas celdas tienen una segunda cueva pequeña excavada detrás de la más grande que se ingresa a través de una abertura que es lo suficientemente grande como para que un hombre de tamaño promedio pueda pasar. Los monjes comen carne únicamente el día de Pascua y el día de Navidad, y su comida habitual consiste en trigo hervido y lentejas, y de color oscuro, pesadas tortas de pan. No beben vino ni alcohol, ni tienen luz ni fuego. Beben agua de lluvia que conservan en cisternas de roca. Son llamados a la oración por el toque de una campana al atardecer, a la medianoche, al amanecer y en ciertos momentos del día. El número de los monjes en 1820 era de unos cincuenta; en 1843 eran treinta y nueve; en 1879-1880 tenía dieciséis, y en 1890 era aproximadamente de unos diez.

## El nuevo monasterio

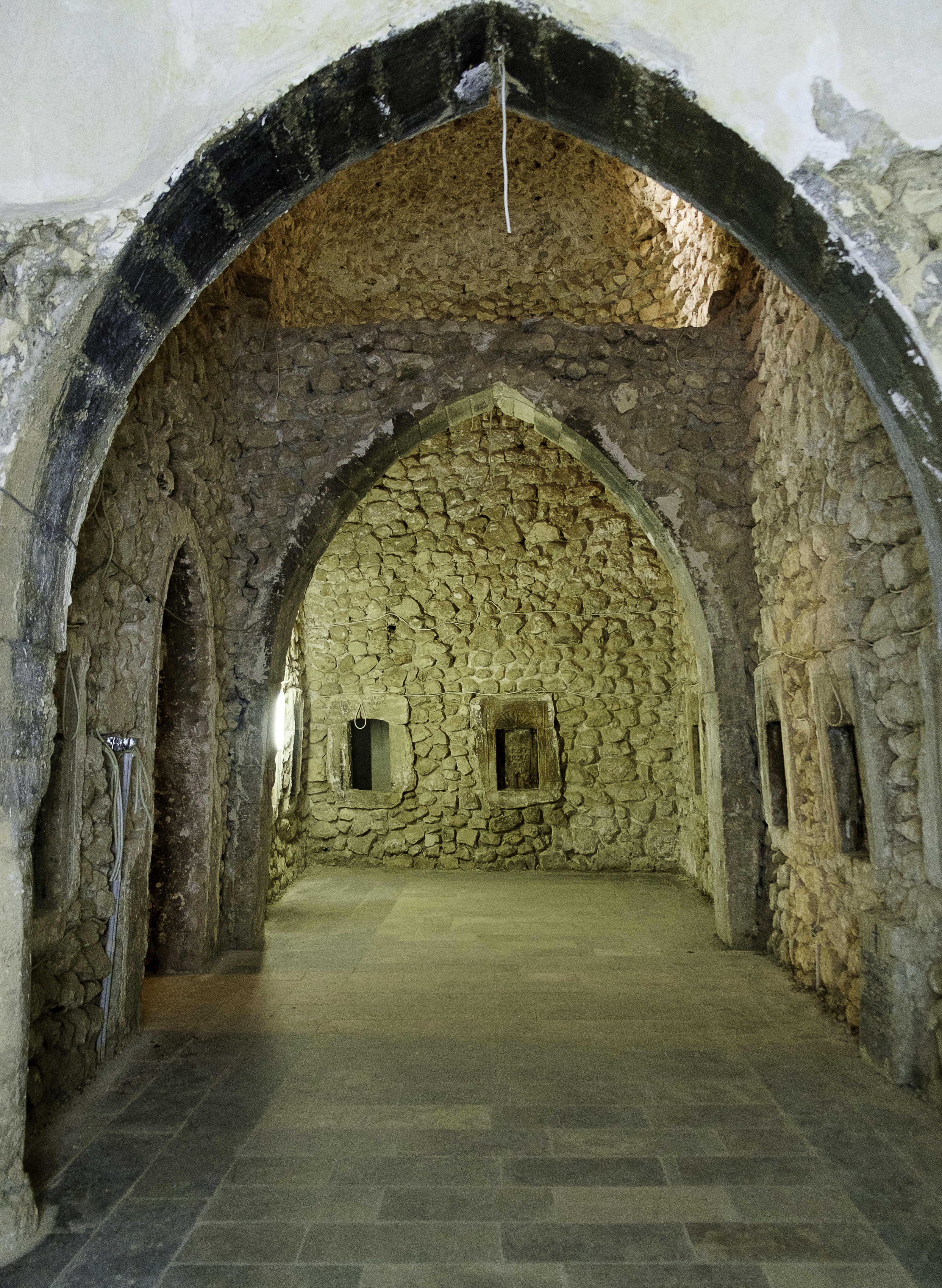
Interior del monasterio (2016)

El monasterio de Rabban Hormizd estaba demasiado expuesto al ataque para seguir siendo un monasterio en funcionamiento, y también era un símbolo de un tiempo turbulento. El patriarca José VI Audo decidió reemplazarlo, y en 1859, con la ayuda financiera de la Santa Sede, construyó un nuevo monasterio de Notre Dame des Semences en un sitio más seguro cerca de Alqosh, a una milla del antiguo monasterio. El nuevo monasterio reemplazó rápidamente al de Rabban Hormizd como el monasterio principal de la Iglesia caldea, y la mayoría de los monjes se mudaron a la nueva ubicación.